# Conus australis
Conus australis is een in zee levende slakkensoort uit het geslacht Conus. De slak behoort tot de familie Conidae. Conus australis werd in 1802 beschreven door Holten. Net zoals alle soorten binnen het geslacht Conus zijn deze slakken roofzuchtig en giftig. Ze zijn in staat om mensen te steken en moeten daarom zorgvuldig worden behandeld.